# Pleuroploca lischkeana
Pleuroploca lischkeana is een slakkensoort uit de familie van de Fasciolariidae. De wetenschappelijke naam van de soort is voor het eerst geldig gepubliceerd in 1863 door Dunker.